# Evergrande Volleyball
Guangzhou Evergrande V.C. (chiń. 广东恒大女子排球俱乐部; pinyin Guǎngdōng Héngdà Nǚzǐ Páiqiú Jùlèbù) – chiński, żeński klub siatkarski powstały w mieście Guangzhou w 2009. Został założony i jest sponsorowany przez Evergrande Group. Klub występuje w rozgrywkach chińskiej ANTA.

## Sukcesy
Mistrzostwa Chin:
- 2012
- 2011, 2013

Klubowe Mistrzostwa Azji:
- 2013

Klubowe Mistrzostwa Świata:
- 2013

## Znane siatkarki grające w klubie
- 2020:  Kelsey Robinson
- 2019-2020:  Tatjana Koszelewa
- 2018-2020:  Dobriana Rabadżiewa
- 2018-2019:  Tandara Caixeta
- 2017-2018:  Nancy Carrillo
- 2017-2018:  Ewa Janewa
- 2017-2018:  Sanja Bursać
- 2016-2017:  Fe Garay
- 2016-2017:  Juliann Faucette
- 2015-2016:  Sonja Newcombe
- 2013-2014:  Juliann Faucette
- 2013-2014:  Megan Hodge
- 2013-2014:  Martina Guiggi
- 2012-2013:  Katarzyna Skowrońska-Dolata
- 2012-2013:  Carolina Costagrande
- 2012-2013:  Kimberly Glass
- 2011-2012:  Nicole Fawcett
- 2010-2011:  Jovana Brakočević
- 2010-2011:  Logan Tom
- 2010-2011:  Wilavan Apinyapong
- 2009-2010:  Christa Harmotto
- 2009-2010:  Nicole Davis
- 2009-2010:  Zhou Suhong
- 2009-2010:  Yang Hao